# Кольцов-Мосальский, Андрей Александрович
Князь Андрей Александрович Кольцов-Мосальский  (1758—1843) — русский государственный деятель, сенатор, действительный тайный советник и обер-гофмейстер из княжеского рода Кольцовых-Мосальских.
Праправнук воеводы И. М. Кольцова-Мосальского.

## Биография
Родился 4 (15) декабря 1758 года.
В службе с 1773 года. В 1783 году пожалован в камер-юнкеры, в 1793 году — в действительные камергеры Императорского двора.
В 1798 году произведён в тайные советники с производством в гофмейстеры Императорского двора; 29 мая 1799 года награждён орденом Святой Анны 1-й степени. В 1804 году произведён в действительные тайные советники с назначением присутствующим в Экспедиции Кремлёвского строения.
С 11 ноября 1806 года был определён присутствующим в VII департаменте Правительствующего сената. В 1826 году произведён в обер-гофмейстеры Высочайшего двора. Принадлежал к близкому окружению графа Ф. В. Ростопчина и под влиянием его жены на старости лет едва не принял католичество.
Умер 16 (28) апреля 1843 года. Похоронен на Новодевичьем кладбище.

## Семья
Жена — Ольга Михайловна (урожд. Лачинова; 11.01.1771—31.01.1847). 
Их сын — Александр (21.05.1797—09.06.1834).